# Cinquième circonscription du Doubs
La cinquième circonscription du Doubs est l'une des cinq circonscriptions législatives françaises que compte le département du Doubs (25) situé en région Bourgogne-Franche-Comté.

## Description géographique et démographique
La cinquième circonscription du Doubs est délimitée par le découpage électoral de la loi no 86-1197 du 24 novembre 1986
, elle regroupe les anciennes divisions administratives suivantes : 
- Canton d'Amancey
- Canton de Levier
- Canton de Montbenoît
- Canton de Morteau
- Canton de Mouthe
- Canton de Pierrefontaine-les-Varans
- Canton de Pontarlier
- Canton du Russey
- Canton de Vercel-Villedieu-le-Camp.

Pour les élections législatives de juin 2017, c'est cette composition qui fait référence, bien que le nombre et le périmètre des cantons aient changé depuis 2014.
D'après le recensement de la population en 2011, réalisé par l'Institut national de la statistique et des études économiques (INSEE), la population totale de cette circonscription est estimée à 113 988 habitants.

## Historique des députations
| Législature | Début de mandat | Fin de mandat  | Député               | Parti politique | Observations                                                                           |
| ----------- | --------------- | -------------- | -------------------- | --------------- | -------------------------------------------------------------------------------------- |
| IXe         | 23 juin 1988    | 1er avril 1993 | Roland Vuillaume     | RPR             |                                                                                        |
| Xe          | 2 avril 1993    | 21 avril 1997  | Roland Vuillaume,    | RPR,            | Mandat écourté à la suite d'une dissolution parlementaire décidée par Jacques Chirac.  |
| XIe         | 12 juin 1997    | 18 juin 2002   | Roland Vuillaume,    | RPR,            |                                                                                        |
| XIIe        | 19 juin 2002    | 19 juin 2007   | Jean-Marie Binetruy, | UMP,            |                                                                                        |
| XIIIe       | 20 juin 2007    | 19 juin 2012   | Jean-Marie Binetruy  | UMP             |                                                                                        |
| XIVe        | 20 juin 2012    | 20 juin 2017   | Annie Genevard       | UMP             |                                                                                        |
| XVe         | 21 juin 2017    | 21 juin 2022   | Annie Genevard       | LR              |                                                                                        |
| XVIe        | 22 juin 2022    | 9 juin 2024    | Annie Genevard       | LR              | Mandat écourté à la suite d'une dissolution parlementaire décidée par Emmanuel Macron. |
| XVIIe       | 8 juillet 2024  | En cours       | Annie Genevard       | LR              |                                                                                        |

## Historique des élections
Voici la liste des résultats des élections législatives dans la circonscription depuis le découpage électoral de 1986 : 

### Élections de 1988
| Candidat       | Candidat                       | Parti          | Premier tour | Premier tour | Second tour | Second tour |  |
| Candidat       | Candidat                       | Parti          | Voix         | %            | Voix        | %           |  |
| -------------- | ------------------------------ | -------------- | ------------ | ------------ | ----------- | ----------- |  |
|                | Roland Vuillaume sortant réélu | RPR (URC)      | 14 858       | 34,48        | 25 579      | 58,51       |  |
|                | André Cuinet                   | diss. UDF      | 12 070       | 28,01        | Retrait     | Retrait     |  |
|                | Denis Roy                      | PS             | 10 525       | 24,42        | 18 140      | 41,49       |  |
|                | Jean Gabliardi                 | FN             | 2 536        | 5,88         |             |             |  |
|                | André Tardot                   | Divers droite  | 1 766        | 4,1          |             |             |  |
|                | Jean-Michel Jussiaux           | PCF            | 1 339        | 3,11         |             |             |  |
|                |                                |                |              |              |             |             |  |
| Inscrits       | Inscrits                       | Inscrits       | 62 146       | 100,00       | 62 137      | 100,00      |  |
| Abstentions    | Abstentions                    | Abstentions    | 18 246       | 29,36        | 16 043      | 25,82       |  |
| Votants        | Votants                        | Votants        | 43 900       | 70,64        | 46 094      | 74,18       |  |
| Blancs et nuls | Blancs et nuls                 | Blancs et nuls | 806          | 1,84         | 2 375       | 5,15        |  |
| Exprimés       | Exprimés                       | Exprimés       | 43 094       | 98,16        | 43 719      | 94,85       |  |

Le suppléant de Roland Vuillaume était Auguste Vernerey, agriculteur, conseiller général du canton de Pierrefontaine-les-Varans, maire d'Orchamps-Vennes.

### Élections de 1993
|                | Roland Vuillaume sortant réélu | RPR (UPF)                  | 23 887 | 54,21  |  |  |  |
|                | Yves Lagier                    | PS (ADFP)                  | 6 271  | 14,23  |  |  |  |
|                | Michel Devillers               | FN                         | 5 038  | 11,43  |  |  |  |
|                | Jean-Marie Durand              | Les Verts (EÉ)             | 3 334  | 7,57   |  |  |  |
|                | Claude Faivre                  | SÉGA                       | 1 395  | 3,17   |  |  |  |
|                | Alain Vuillaume                | PCF                        | 1 378  | 3,13   |  |  |  |
|                | Colette Laval                  | LT-LNÉ                     | 1 270  | 2,88   |  |  |  |
|                | Jean-Pierre Poissenot          | LO                         | 766    | 1,74   |  |  |  |
|                | Patrick Donzelot               | Divers gauche (Maj. prés.) | 723    | 1,64   |  |  |  |
|                |                                |                            |        |        |  |  |  |
| Inscrits       | Inscrits                       | Inscrits                   | 65 721 | 100,00 |  |  |  |
| Abstentions    | Abstentions                    | Abstentions                | 18 105 | 27,55  |  |  |  |
| Votants        | Votants                        | Votants                    | 47 616 | 72,45  |  |  |  |
| Blancs et nuls | Blancs et nuls                 | Blancs et nuls             | 3 554  | 7,46   |  |  |  |
| Exprimés       | Exprimés                       | Exprimés                   | 44 062 | 92,54  |  |  |  |

Le suppléant de Roland Vuillaume était Pierre Cheval, maire de Morteau.

### Élections de 1997
| Candidat       | Candidat                       | Parti          | Premier tour | Premier tour | Second tour | Second tour |  |
| Candidat       | Candidat                       | Parti          | Voix         | %            | Voix        | %           |  |
| -------------- | ------------------------------ | -------------- | ------------ | ------------ | ----------- | ----------- |  |
|                | Roland Vuillaume sortant réélu | RPR            | 17 269       | 39,24        | 26 325      | 57,28       |  |
|                | Christian Bouday               | PS             | 11 299       | 25,68        | 19 634      | 42,72       |  |
|                | Jean-Luc Bart                  | FN             | 6 256        | 14,22        |             |             |  |
|                | Anne-Aymone d'Alès             | LDI (MPF)      | 2 625        | 5,97         |             |             |  |
|                | Alain Vuillaume                | PCF            | 1 818        | 4,13         |             |             |  |
|                | Pascal Hintzy                  | Les Verts      | 1 448        | 3,29         |             |             |  |
|                | Jean-Pierre Poissenot          | LO             | 1 075        | 2,44         |             |             |  |
|                | Françoise Presse               | Divers         | 761          | 1,73         |             |             |  |
|                | Marie-Odile Crabbe             | Extrême gauche | 748          | 1,7          |             |             |  |
|                | Colette Laval                  | LT-LNÉ         | 705          | 1,6          |             |             |  |
|                |                                |                |              |              |             |             |  |
| Inscrits       | Inscrits                       | Inscrits       | 66 419       | 100,00       | 66 398      | 100,00      |  |
| Abstentions    | Abstentions                    | Abstentions    | 18 768       | 28,26        | 17 055      | 25,69       |  |
| Votants        | Votants                        | Votants        | 47 651       | 71,74        | 49 343      | 74,31       |  |
| Blancs et nuls | Blancs et nuls                 | Blancs et nuls | 3 647        | 7,65         | 3 384       | 6,86        |  |
| Exprimés       | Exprimés                       | Exprimés       | 44 004       | 92,35        | 45 959      | 93,14       |  |

Le suppléant de Roland Vuillaume était Jean-Marie Binetruy, maire de Morteau.

### Élections de 2002
| Candidat       | Candidat                | Parti             | Premier tour | Premier tour | Second tour | Second tour |  |
| Candidat       | Candidat                | Parti             | Voix         | %            | Voix        | %           |  |
| -------------- | ----------------------- | ----------------- | ------------ | ------------ | ----------- | ----------- |  |
|                | Jean-Marie Binetruy élu | UMP               | 21 438       | 47,39        | 27 022      | 69,75       |  |
|                | Robert Hugot            | Les Verts (PS)    | 7 069        | 15,63        | 11 719      | 30,25       |  |
|                | Martine Faivre-Pierret  | FN                | 5 372        | 11,88        |             |             |  |
|                | Gérard Faivre           | UDF               | 3 783        | 8,36         |             |             |  |
|                | Claude Bazile           | Pôle républicain  | 1 466        | 3,24         |             |             |  |
|                | Alain Vuillaume         | PCF               | 1 407        | 3,11         |             |             |  |
|                | Claude Cuenot           | LO                | 921          | 2,04         |             |             |  |
|                | Philippe Mars           | CPNT              | 817          | 1,81         |             |             |  |
|                | Fabrice Girardet        | Divers écologiste | 740          | 1,64         |             |             |  |
|                | Etienne Roussel         | MPF               | 713          | 1,58         |             |             |  |
|                | Laure Vivot             | MNR               | 474          | 1,05         |             |             |  |
|                | François Delsau         | MÉI               | 468          | 1,03         |             |             |  |
|                | Corinne Da Silva        | GÉ                | 314          | 0,69         |             |             |  |
|                | Thierry Anguenot        | Divers            | 255          | 0,56         |             |             |  |
|                |                         |                   |              |              |             |             |  |
| Inscrits       | Inscrits                | Inscrits          | 70 532       | 100,00       | 70 530      | 100,00      |  |
| Abstentions    | Abstentions             | Abstentions       | 23 698       | 33,6         | 29 518      | 41,85       |  |
| Votants        | Votants                 | Votants           | 46 834       | 66,4         | 41 012      | 58,15       |  |
| Blancs et nuls | Blancs et nuls          | Blancs et nuls    | 1 597        | 3,41         | 2 271       | 5,54        |  |
| Exprimés       | Exprimés                | Exprimés          | 45 237       | 96,59        | 38 741      | 94,46       |  |

La suppléante de Jean-Marie Binetruy était Nathalie Oeggerli-Bertin, conseillère régionale de Franche-Comté, adjointe au maire de Pontarlier.

### Élections de 2007
|                | Jean-Marie Binetruy sortant réélu | UMP                | 25 408 | 54,93  |  |  |  |
|                | Christian Bouday                  | Divers gauche (PS) | 8 743  | 18,9   |  |  |  |
|                | Marie-Jacques Chalumeau           | UDF–MoDem          | 3 981  | 8,61   |  |  |  |
|                | Claude Vernier                    | FN                 | 2 363  | 5,11   |  |  |  |
|                | François Mandil                   | Les Verts          | 1 599  | 3,46   |  |  |  |
|                | Laurence Lyonnais                 | LCR                | 1 409  | 3,05   |  |  |  |
|                | Odile Humbert                     | LO                 | 635    | 1,37   |  |  |  |
|                | Jean-Luc Pédezert                 | CPNT               | 626    | 1,35   |  |  |  |
|                | Sylvie Tisserand                  | MPF                | 613    | 1,33   |  |  |  |
|                | François Delsau                   | MÉI                | 594    | 1,28   |  |  |  |
|                | William Filonczuk                 | Divers             | 283    | 0,61   |  |  |  |
|                |                                   |                    |        |        |  |  |  |
| Inscrits       | Inscrits                          | Inscrits           | 74 591 | 100,00 |  |  |  |
| Abstentions    | Abstentions                       | Abstentions        | 27 455 | 36,81  |  |  |  |
| Votants        | Votants                           | Votants            | 47 136 | 63,19  |  |  |  |
| Blancs et nuls | Blancs et nuls                    | Blancs et nuls     | 882    | 1,87   |  |  |  |
| Exprimés       | Exprimés                          | Exprimés           | 46 254 | 98,13  |  |  |  |

La suppléante de Jean-Marie Binetruy était Nathalie Bertin, conseillère régionale de Franche-Comté, adjointe au maire de Pontarlier.

### Élections de 2012
| Candidat       | Candidat               | Parti          | Premier tour | Premier tour | Second tour | Second tour |  |
| Candidat       | Candidat               | Parti          | Voix         | %            | Voix        | %           |  |
| -------------- | ---------------------- | -------------- | ------------ | ------------ | ----------- | ----------- |  |
|                | Annie Genevard élue    | UMP            | 19 103       | 40,19        | 26 651      | 62,54       |  |
|                | Liliane Lucchesi       | PS             | 11 009       | 23,16        | 15 966      | 37,46       |  |
|                | Nathalie Bertin        | PRV            | 6 327        | 13,31        |             |             |  |
|                | Claude Vernier         | RBM (FN)       | 5 679        | 11,95        |             |             |  |
|                | François Mandil        | EÉLV           | 1 836        | 3,86         |             |             |  |
|                | Claude Faivre          | FG (NPA)       | 1 556        | 3,27         |             |             |  |
|                | Christian Petit        | CpF (MoDem)    | 575          | 1,21         |             |             |  |
|                | Renée Remy             | MRC            | 352          | 0,74         |             |             |  |
|                | Jean-Marie Pietoukhoff | LT-LNÉ         | 329          | 0,69         |             |             |  |
|                | Chantal Charles        | DLR            | 275          | 0,58         |             |             |  |
|                | Odile Humbert          | LO             | 249          | 0,52         |             |             |  |
|                | Gaëlle Wendlinger      | AÉI            | 238          | 0,50         |             |             |  |
|                |                        |                |              |              |             |             |  |
| Inscrits       | Inscrits               | Inscrits       | 77 342       | 100,00       | 77 318      | 100,00      |  |
| Abstentions    | Abstentions            | Abstentions    | 29 075       | 37,59        | 33 314      | 43,09       |  |
| Votants        | Votants                | Votants        | 48 267       | 62,41        | 44 004      | 56,91       |  |
| Blancs et nuls | Blancs et nuls         | Blancs et nuls | 739          | 1,53         | 1 387       | 3,15        |  |
| Exprimés       | Exprimés               | Exprimés       | 47 528       | 98,47        | 42 617      | 96,85       |  |

### Élections de 2017
|                                                                        |                                                                                           |                           |                           |                          |                          |
|                                                                        |                                                                                           | Premier tour 11 juin 2017 | Premier tour 11 juin 2017 | Second tour 18 juin 2017 | Second tour 18 juin 2017 |
|                                                                        |                                                                                           |                           |                           |                          |                          |
|                                                                        |                                                                                           | Nombre                    | % des inscrits            | Nombre                   | % des inscrits           |
| Inscrits                                                               | Inscrits                                                                                  | 81 970                    | 100,00                    | 81 964                   | 100,00                   |
| Abstentions                                                            | Abstentions                                                                               | 39 674                    | 48,40                     | 42 612                   | 51,99                    |
| Votants                                                                | Votants                                                                                   | 42 296                    | 51,60                     | 39 352                   | 48,01                    |
|                                                                        |                                                                                           |                           | % des votants             |                          | % des votants            |
| Bulletins blancs                                                       | Bulletins blancs                                                                          | 557                       | 1,32                      | 1 953                    | 4,96                     |
| Bulletins nuls                                                         | Bulletins nuls                                                                            | 253                       | 0,60                      | 913                      | 2,32                     |
| Suffrages exprimés                                                     | Suffrages exprimés                                                                        | 41 486                    | 98,08                     | 36 486                   | 92,72                    |
|                                                                        |                                                                                           |                           |                           |                          |                          |
| Candidat Étiquette politique (partis et alliances)                     | Candidat Étiquette politique (partis et alliances)                                        | Voix                      | % des exprimés            | Voix                     | % des exprimés           |
|                                                                        |                                                                                           |                           |                           |                          |                          |
|                                                                        | Annie Genevard (députée sortante) Les Républicains (Union des démocrates et indépendants) | 15 968                    | 38,49                     | 21 812                   | 59,78                    |
|                                                                        | Sylvie Le Hir La République en marche !                                                   | 13 728                    | 33,09                     | 14 674                   | 40,22                    |
|                                                                        | Jérémy Navion Front national                                                              | 4 401                     | 10,61                     |                          |                          |
|                                                                        | Martine Ludi La France insoumise                                                          | 3 632                     | 8,75                      |                          |                          |
|                                                                        | Anthony Poulin Europe Écologie Les Verts                                                  | 1 632                     | 3,93                      |                          |                          |
|                                                                        | Jean-Marie Pietoukhoff Le Trèfle (Confédération pour l'homme, l'animal et la planète)     | 628                       | 1,51                      |                          |                          |
|                                                                        | Évelyne Ternant Parti communiste français                                                 | 580                       | 1,40                      |                          |                          |
|                                                                        | Yannick Ardiet Union populaire républicaine                                               | 350                       | 0,84                      |                          |                          |
|                                                                        | Emmanuel Chabeuf Parti animaliste                                                         | 298                       | 0,72                      |                          |                          |
|                                                                        | Myriam Springaux Lutte ouvrière                                                           | 269                       | 0,65                      |                          |                          |
| Source : Ministère de l'Intérieur - Cinquième circonscription du Doubs |                                                                                           |                           |                           |                          |                          |

Le suppléant d'Annie Genevard était Eric Liégeon, agriculteur, maire de Courvières.

### Élections de 2022
|                                                    |                                                             |                           |                           |                          |                          |
|                                                    |                                                             | Premier tour 12 juin 2022 | Premier tour 12 juin 2022 | Second tour 19 juin 2022 | Second tour 19 juin 2022 |
|                                                    |                                                             |                           |                           |                          |                          |
|                                                    |                                                             | Nombre                    | % des inscrits            | Nombre                   | % des inscrits           |
| Inscrits                                           | Inscrits                                                    | 84 707                    | 100                       | 84 722                   | 100                      |
| Abstentions                                        | Abstentions                                                 | 43 806                    | 51,71                     | 49 620                   | 58,57                    |
| Votants                                            | Votants                                                     | 40 901                    | 48,29                     | 35 102                   | 41,43                    |
|                                                    |                                                             |                           | % des votants             |                          | % des votants            |
| Bulletins blancs                                   | Bulletins blancs                                            | 542                       | 1,33                      | 2 630                    | 7,49                     |
| Bulletins nuls                                     | Bulletins nuls                                              | 201                       | 0,49                      | 995                      | 2,83                     |
| Suffrages exprimés                                 | Suffrages exprimés                                          | 40 158                    | 98,18                     | 31 477                   | 89,67                    |
|                                                    |                                                             |                           |                           |                          |                          |
| Candidat Étiquette politique (partis et alliances) | Candidat Étiquette politique (partis et alliances)          | Voix                      | % des exprimés            | Voix                     | % des exprimés           |
|                                                    |                                                             |                           |                           |                          |                          |
|                                                    | Annie Genevard Les Républicains                             | 16 893                    | 42,07                     | 22 681                   | 72,06                    |
|                                                    | Philippe Alpy Renaissance                                   | 7 825                     | 19,49                     | 8 796                    | 27,94                    |
|                                                    | Martine Ludi Nouvelle Union populaire écologique et sociale | 7 516                     | 18,72                     |                          |                          |
|                                                    | Mathilde Jury Rassemblement national                        | 5 869                     | 14,61                     |                          |                          |
|                                                    | Elena Lebecque Reconquête                                   | 1 118                     | 2,78                      |                          |                          |
|                                                    | Sonya Morrison Lutte ouvrière                               | 478                       | 1,19                      |                          |                          |
|                                                    | Alexandra Kadijevic Droite souverainiste                    | 459                       | 1,14                      |                          |                          |

Mandat écourté à la suite de la dissolution de l'assemblée nationale le 9 juin 2024 par le Président de la République Emmanuel Macron à la suite des résultats aux élections européennes de la même année.
Le suppléant d'Annie Genevard était Eric Liégeon, agriculteur.

### Elections de 2024
Elections anticipées convoquées à la suite de la dissolution de l'Assemblée Nationale par le Président de la République Emmanuel Macron le 9 juin 2024 
Députée sortante : Annie Genevard (Les Républicains)
| Candidat                 | Candidat                 | Parti et coalition       | Nuance                   | Premier tour | Premier tour | Second tour | Second tour |
| Candidat                 | Candidat                 | Parti et coalition       | Nuance                   | Voix         | %            | Voix        | %           |
| ------------------------ | ------------------------ | ------------------------ | ------------------------ | ------------ | ------------ | ----------- | ----------- |
|                          | Annie Genevard           | LR                       | LR                       | 20 356       | 35,20        | 35 576      | 62,69       |
|                          | Floriane Jeandenand      | RN                       | RN                       | 19 505       | 33,73        | 21 173      | 37,31       |
|                          | Mathieu Cassez           | LFI (NFP)                | UG                       | 9 709        | 16,79        |             |             |
|                          | Lucas Boillot            | RE (ENS)                 | ENS                      | 7 176        | 12,41        |             |             |
|                          | Sonya Morrisson          | LO                       | EXG                      | 588          | 1,02         |             |             |
|                          | Nolann Laurent           | GDR                      | DIV                      | 497          | 0,86         |             |             |
|                          |                          |                          |                          |              |              |             |             |
| Votes valides            | Votes valides            | Votes valides            | Votes valides            | 57 831       | 97,53        | 56 749      | 95,91       |
| Votes blancs             | Votes blancs             | Votes blancs             | Votes blancs             | 871          | 1,47         | 1 712       | 2,89        |
| Votes nuls               | Votes nuls               | Votes nuls               | Votes nuls               | 591          | 1,00         | 708         | 1,20        |
| Total                    | Total                    | Total                    | Total                    | 59 293       | 100          | 59 169      | 100         |
| Abstention               | Abstention               | Abstention               | Abstention               | 25 970       | 30,46        | 26 104      | 30,61       |
| Inscrits / participation | Inscrits / participation | Inscrits / participation | Inscrits / participation | 85 263       | 69,54        | 85 273      | 69,39       |

Le suppléant d'Annie Genevard est Eric Liégeon.

#### Département du Doubs
- La fiche de l'INSEE de cette circonscription : « Tableaux et Analyses de la cinquième circonscription du Doubs », sur insee.fr, site de l'Institut national de la statistique et des études économiques (consulté le 10 juin 2007) [PDF]

- « Tous les députés du département du Doubs depuis 1789 », sur assemblee-nationale.fr, site de l'Assemblée nationale française (consulté le 10 juin 2007)

- « Informations contentieuses sur le département du Doubs (Élections législatives de 2002) »(Archive.org • Wikiwix • Archive.is • Google • Que faire ?), sur conseil-constitutionnel.fr, site du Conseil constitutionnel (consulté le 13 juin 2007)

#### Circonscriptions en France
- « Carte des circonscriptions législatives en France », sur assemblee-nationale.fr, site de l'Assemblée nationale française (consulté le 10 juin 2007)

- « Résultats électoraux officiels en France »(Archive.org • Wikiwix • Archive.is • Google • Que faire ?), sur interieur.gouv.fr, site du ministère de l'Intérieur (France) (consulté le 13 juin 2007)

- Description et Atlas des circonscriptions électorales de France sur http://www.atlaspol.com, Atlaspol, site de cartographie géopolitique, consulté le 13 juin 2007.